# 阿尾博政
阿尾 博政（あお ひろまさ、1930年（昭和5年） - 2023年〈令和5年〉12月17日 ）は、元陸上自衛官。NPO法人日台経済人の会名誉会長、一般社団法人白団顕彰会理事長。
中華民国に渡り諜報活動に従事したと自称。富田直亮が率いた白団が解散した後、富田の秘書を務めた。富田の死後、白団の記録保存と日本-台湾の政治経済文化交流に努めている。

## 経歴
- 1930年 - 富山県で生まれる。
- 1955年 - 久留米の陸上自衛隊幹部候補生学校入学。調査学校対心理情報課程。
- 1963年 - 陸上自衛隊幕僚監部第2部（諜報部門）に異動。
- 2000年 - NPO法人日台経済人の会理事長就任。
- 2006年 - 台湾富山県人会 顧問就任。
- 2010年 - 台湾フォルモサ日本人会 顧問就任。
- 2014年 - 一般財団法人白団顕彰会理事長就任[2]。
- 2020年 - NPO法人日台経済人の会名誉会長就任。
- 2023年 - 肺炎のため逝去[3]。

## 著作
- 『自衛隊秘密諜報員～青桐の風に吹かれて』（講談社）

## 参考
- 特定非営利活動法人　日台経済人の会
- 阿尾博政『自衛隊秘密諜報機関　―青桐の戦士と呼ばれて』講談社、2009年。 ISBN 978-4062154635